# Maculonaclia elongata
Maculonaclia elongata là một loài bướm đêm thuộc phân họ Arctiinae, họ Erebidae.